# Georg Behrend

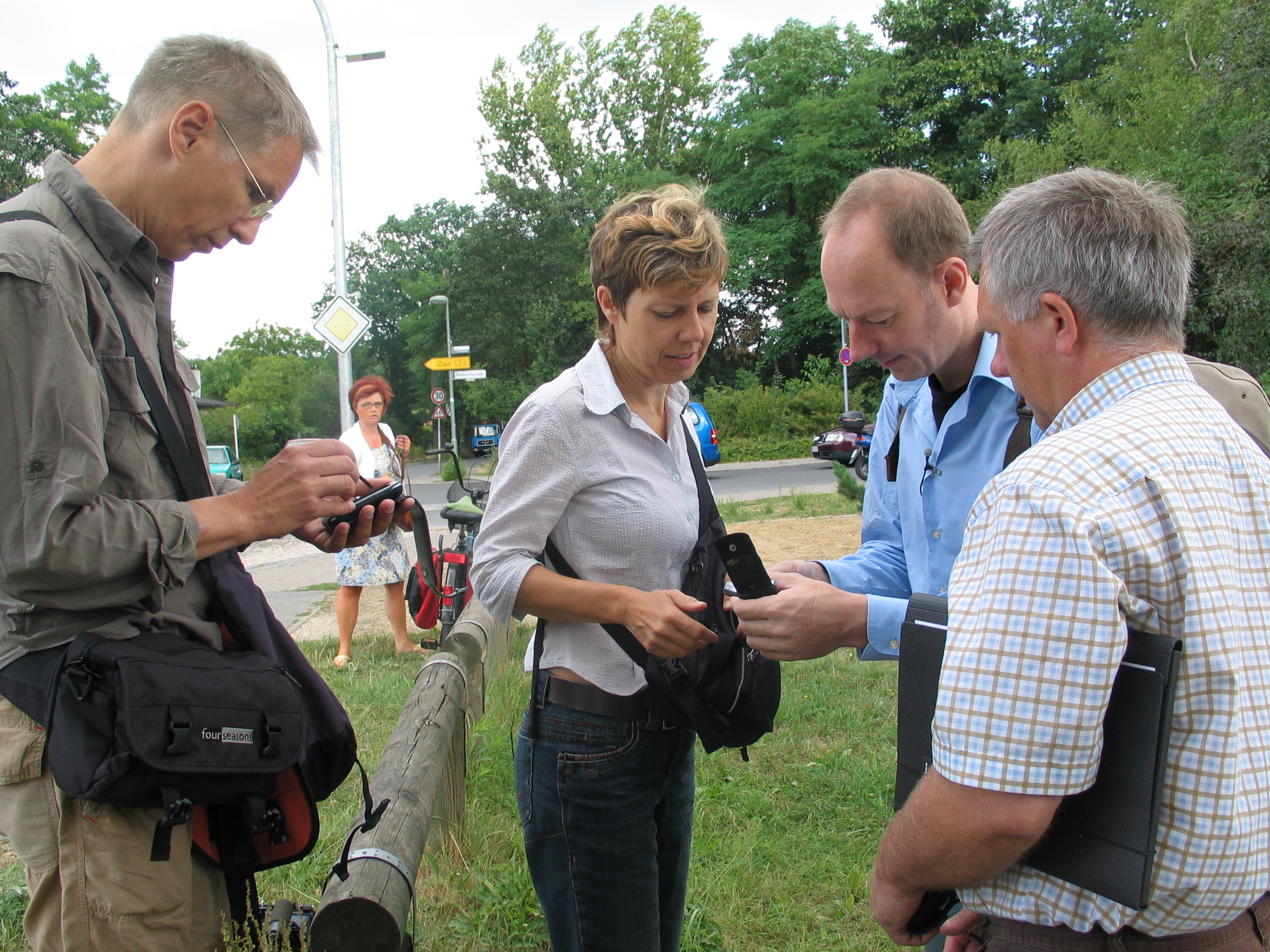
Andreas Coerper, Susanne Müller, Martin Sonneborn und Georg Behrend (v. l. n. r.) bei den Dreharbeiten zu Heimatkunde (2006)

Georg Behrend (* 1954 in Rostock) ist ein deutscher Satiriker, Journalist und politisch für Die PARTEI tätig.

## Leben
Behrend studierte Journalistik in Leipzig. Seit 1981 war er als Redakteur beim DDR-FF und später beim Eulenspiegel tätig. Seine Tätigkeit als freier Journalist bei der Titanic nahm er 1998 auf. Neben seinen journalistischen Tätigkeit hatte Behrend auch immer wieder Auftritte im öffentlich-rechtlichen Fernsehen und bei Spiegel Online. Seit 2014 ist er im Europabüro Berlin der Partei „Die PARTEI“ tätig.
Für einen Beitrag der Titanic verkleidete sich Behrend zusammen mit anderen Redakteuren als Handwerker und schaffte es so problemlos in die Räume von mehreren Bundestagsabgeordneten der AfD.

## Filmografie
- 2008: Heimatkunde (Recherche, Aufnahmeleitung)[3]

## Schriften (Auswahl)
- mit André Mielke: Aufmerksam und rücksichtslos. Berichte mit versteckter Feder. Eulenspiegel Verlag, Berlin 1993, ISBN 3-359-00724-7.
- mit Tanja Behrend: Alles im Griff. Amtsdeutsch, Neudeutsch, Treudeutsch. Eulenspiegel-Verlag, Berlin 1996, ISBN 3-359-00852-9.
- mit Jutta Bauer (Mitwirkende), Achim Frenz (Herausgeber): Vremd & vertraut: Einige Jahre Deutschland ; ein satirisches Bilder- und Lesebuch. Hessisch-Thüringischen Brandversicherungsanstalt Kassel-Erfurt (Hrsg.), Elefanten-Press, Berlin 1996, ISBN 978-3-88520-577-7.
- mit Martin Sonneborn: Beerdigung von Herrn Krodinger im Biergarten. Ein Schild sagt mehr als 1000 Worte. Kiepenheuer & Witsch, Köln 2015, ISBN 978-3-462-04775-2.